# Ferenc Szabadváry
Ferenc Szabadváry (Kőszeg, 1 de septiembre de 1923-Budapest, 21 de mayo de 2006) fue un historiador de la ciencia húngaro.

## Biografía

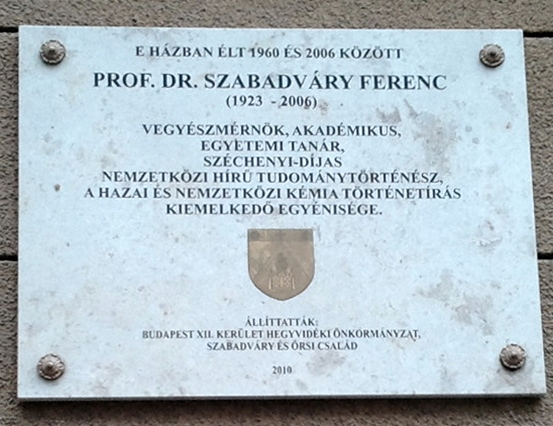
Placa en homenaje a Szabadváry

Nacido en la localidad húngara de Kőszeg el 1 de septiembre de 1923, tras estudiar Ingeniería química en la Universidad de Tecnología y Economía József Nádor de Budapest, se terminaría estableciendo en el Instituto de Química General de dicha universidad, en la cual obtendría la plaza de catedrático en 1972. Centró su carrera en el estudio de la química analítica.
Fue autor de una historia de la química analítica, publicada originalmente en húngaro como Az analitikai kemia modszereinek kialakulasa (Akadémiai Kiadó, 1960) y traducida más tarde al inglés —por Gyula Svehla— bajo el título History of Analytical Chemistry (Pergamon Press, 1966) y al alemán como Geschichte der analytischen Chemie (Vieweg, 1966); así como de Than Karoly (Akadémiai Kiadó, 1972), una biografía de Carl von Than; o Antoine-Laurent Lavoisier, der Forscher und seine Zeit, 1743-1794 (Wissenschaftlicher Verlagsgesellschaft, 1973), sobre Antoine Lavoisier; entre otras obras. Falleció en 2006.